# Bando

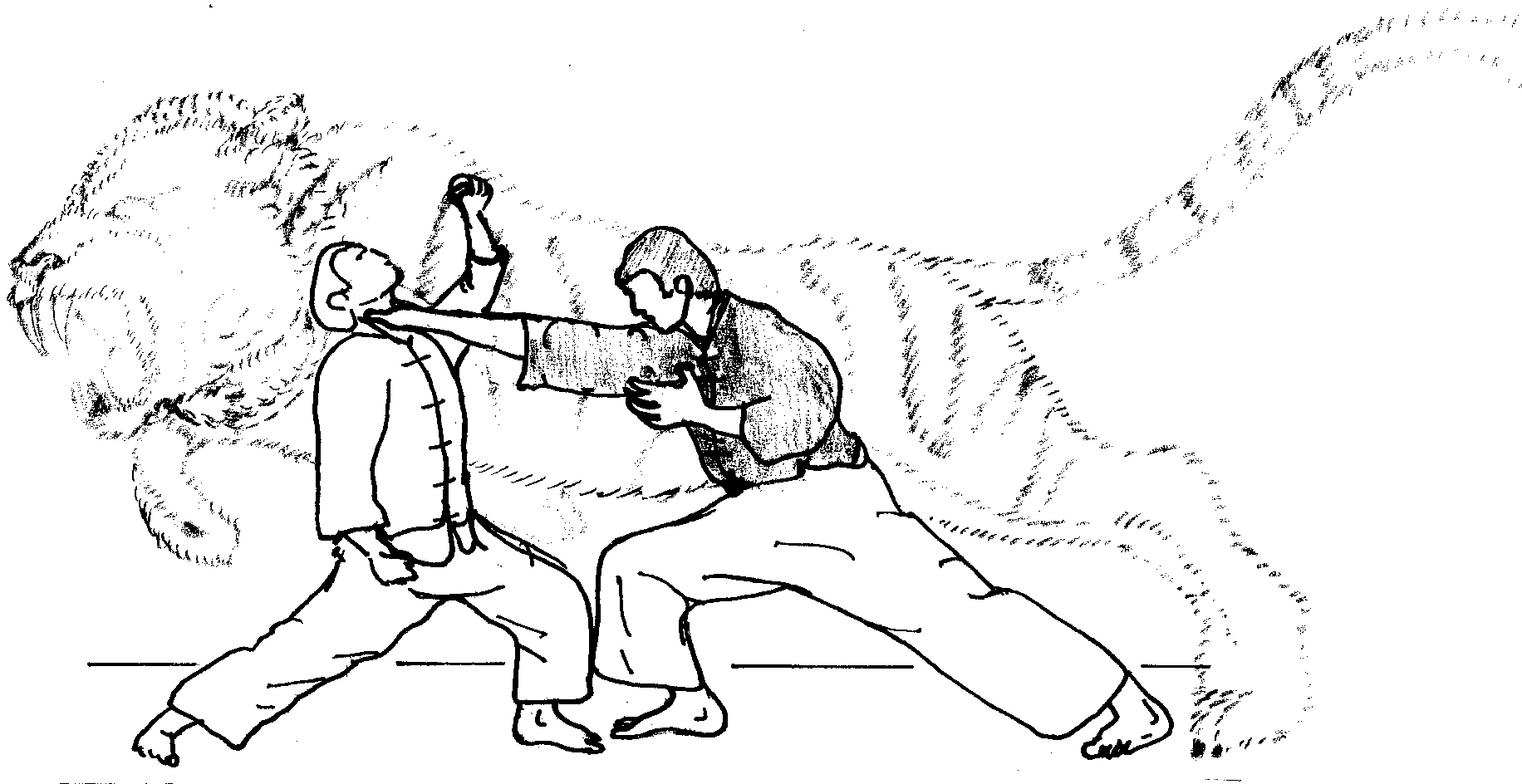
Đòn thế hổ trong Bando qua hình vẽ minh họa

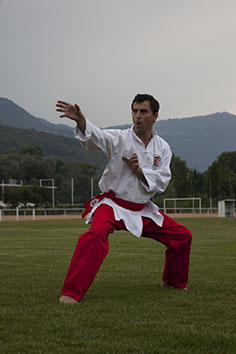
Đòn thế hổ trong Bando qua biễu diễn của võ sinh

Bando (ဗန်တို) là một môn võ thuật có xuất sứ từ Myanmar. Bando bao gồm võ tay không và các kỹ thuật chiến đấu bắt chước các loài động vật như hổ, báo, chim ưng, bò tót, rắn hổ mang, khỉ và heo rừng, bọ cạp. Bando có nhiều phái và nhiều lối khác nhau. Các phái lớn là:

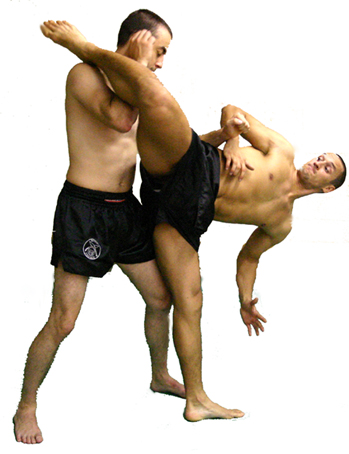
Đòn đá bọ cạp vẫy đuôi

- Nan twin thaing (Võ hoàng gia)
- Pyompya thaing (Trường phái cương-nhu phối triển)
- Neganadai thaing (Xà hình)
- Shan thaing, một phái chịu nhiều ảnh hưởng của võ Tàu (do bang Shan có biên giới với Trung Quốc)
Nguồn gốc của Bando gắn liền với các tu viện và kinh điển Phật giáo, và các tu viện có truyền thống là những trung tâm giáo dục. Những người từ Ấn Độ mang theo tín ngưỡng Phật giáo, văn hóa và võ thuật có nguồn gốc từ Himalaya tới Đông Nam Á. Những người Hoa di cư đến Myanmar cũng sùng bái đạo Phật và cũng có ảnh hưởng tới văn hóa Myanmar. Sự pha trộn giữa võ thuật Trung Hoa và võ thuật Ấn Độ tại Myanmar đã cho ra đời môn Bando. Bando đã vượt khỏi biên giới Myanmar và được phổ biến cả ở Mỹ, Pháp, v.v...